# Ковдорское месторождение
Ковдорское железорудное месторождение — железорудное месторождение в Мурманской области России, в нескольких километрах от города Ковдор.
Открыто в 1933 году, разрабатывается с 1962 года.
Руды в основном представлены магнетитом, находящимся совместно с апатитом и оливином (форстеритом), преобладают руды с небольшим содержанием кальцита и флогопита. Часто встречается бадделеит, а также многочисленные редкие коллекционные минералы, из них 6 (ковдорскит, гирвасит, ёнаит, римкорольгит, красновит и стронциовитлокит) больше не встречаются нигде в мире. В 1960 году В. И. Терновым было открыто флогопитовое месторождение, ставшее крупнейшим в мире. Его разработка была начата в 1965 году. Местами встречается хризолит (драгоценная разновидность оливина). В кальцитовых породах отмечены находки демантоида (зелёного граната).
Месторождение разрабатывается открытым способом, используется огромный карьер диаметром 2,3 км и глубиной более 270 м. Разработку ведёт Ковдорский ГОК (МХК «Еврохим»). Административный и промышленный центр разработки — город Ковдор.